# Berufsbildungswerk Waldwinkel

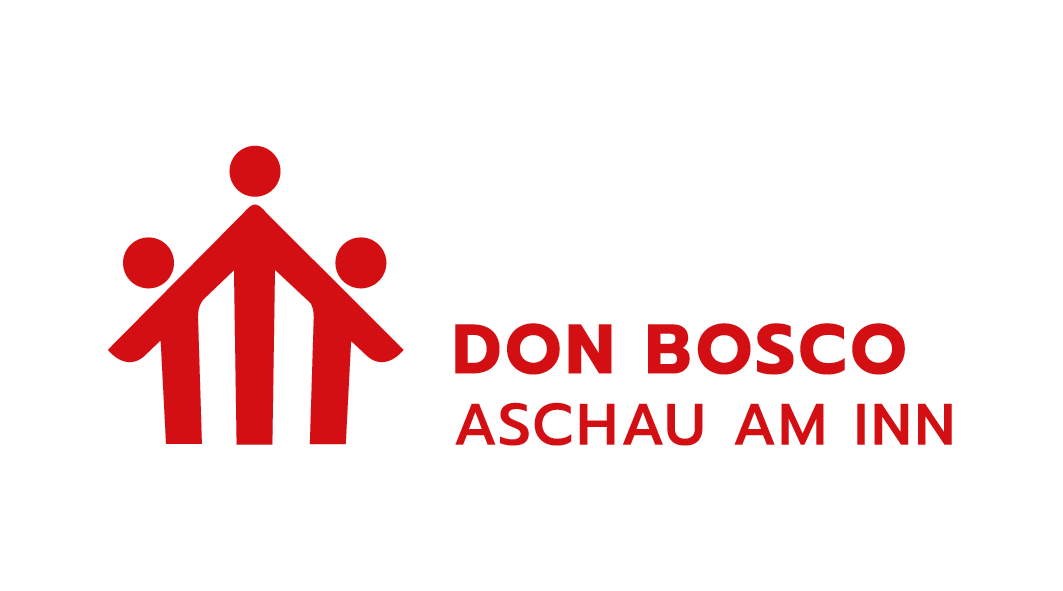

Altes Logo des Berufsbildungswerks Waldwinkel in Aschau

Das Berufsbildungswerk Waldwinkel in Aschau am Inn ist eine Einrichtung der Deutschen Provinz der Salesianer Don Boscos und fördert Jugendliche und junge Erwachsene mit körperlicher Einschränkung oder psychisch bedingter Leistungs- und Anpassungsstörung bei ihrer Ausbildung. Das Berufsbildungswerk ist Teil des Verbundes Don Bosco Aschau am Inn, zu dem unter anderem noch Rehabilitations-Einrichtungen, ein Internat sowie je ein Ausbildungs-Hotel und -Supermarkt gehören.

## Umfang
Das Berufsbildungs- und Jugendwerk befindet sich in Aschau am Inn mit einer Außenstelle in Mettenheim, dieses umfasst gegenwärtig 9 verschiedene Berufsfelder, eine Berufsschule, ein Internat und heilpädagogische Wohngruppen (Stand 2024).

## Angebot
Schwerpunkte/Förderbedarf:
Das Berufsbildungswerk richtet sich vorrangig an junge Menschen mit körperlichen und/oder psychischen Leistungs- und Anpassungsstörungen sowie Lernbeeinträchtigungen. Der Fokus liegt dabei auf einer individuellen Förderung, die darauf abzielt, die Potenziale jedes Einzelnen bestmöglich zu entfalten. Eine Voraussetzung für den Beginn einer Maßnahme ist der Reha-Status.
Ausbildung:
Es wird in über 30 verschiedenen Berufen in folgenden Bereichen ausgebildet:
- Gartenbau
- Bautechnik
- Elektrotechnik
- Ernährung & Hauswirtschaft
- Farbtechnik & Raumgestaltung
- Holztechnik
- Körperpflege
- Metalltechnik
- Wirtschaft & Verwaltung

Eine theoriereduzierte Ausbildung nach § 66 BBiG/§ 42r HwO als Fachpraktiker bzw. Fachpraktikerin ist ebenso möglich.
Eigenbetriebe:
Don Bosco Aschau am Inn hat mehrere Eigenbetriebe, in denen ebenso die jeweilige Ausbildung stattfindet:
- EDEKA DON BOSCO
- Hotel Don Bosco
- Gärtnerei
- Friseur

Berufsvorbereitung:
Verschiedene Maßnahmen in der Berufsvorbereitung sind in oben genannten Berufsfeldern möglich.
- Arbeitserprobung:

Während der vierwöchigen Arbeitserprobung können die Jugendlichen ihren Wunschberuf erproben und dabei prüfen, ob sie den Anforderungen gewachsen sind, ob ihre Einschränkungen sich mit den geforderten Tätigkeiten vereinbaren lassen und welche Hilfen gegebenenfalls notwendig sind. Arbeitserprobungen können je nach spezifischer Fragestellung in allen berufspraktischen Bereichen des Berufsbildungswerks durchgeführt werden. Beginn und gegebenenfalls auch Dauer (bis zu 20 Arbeitstagen) können individuell vereinbart werden. Der individuelle Verlauf wird zu Beginn und im Verlauf regelmäßig besprochen und geplant.
- Eignungsabklärung:

Die Abklärung der beruflichen Eignung gibt den jungen Menschen bis zu 3 Monate lang die Gelegenheit, die Anforderungen in den genannten Berufsfeldern kennen zu lernen und zu erproben, eigene Neigungen und Fähigkeiten zu entdecken, um dann die für sie günstigste Berufswahl treffen zu können. Besonderer Wert wird einer möglichst großen personalen Kontinuität und Intensität in der Betreuung zugemessen. Ein hohes Maß an Individualisierung und Flexibilität ist gegeben. So werden beispielsweise sowohl das Anforderungsniveau als auch die zeitliche Belastung individuell ihren Fähigkeiten angepasst. In regelmäßigen Besprechungen mit ihnen wird der individuelle Verlauf festgelegt.
- Berufsvorbereitende Bildungsmaßnahme (BvB)

In der Berufsvorbereitenden Bildungsmaßnahme (BvB) erfolgt eine 12-monatige differenzierte und intensive Vorbereitung auf eine Berufsausbildung oder Arbeitnehmertätigkeit in den genannten Berufsfeldern.
Sie umfasst eine praktische und theoretische, aber auch personale und soziale Förderung. Zeitgemäße methodisch-didaktische Erkenntnisse und praxisnahe Gestaltung finden Berücksichtigung. Der Umgang mit aktuellen Technologien wird vermittelt. Praktika ermöglichen zusätzliche Erfahrungen. Besondere Beachtung finden dabei neben dem Nahebringen beruflicher Kompetenzen die Vermittlung grundlegender Schlüsselqualifikationen beispielsweise der Aufbau einer tragfähigen Lern- und Leistungsmotivation und die Entwicklung sozialer Kompetenzen.

Berufsschule:
Die Don Bosco Berufsschule Aschau am Inn mit der Außenstelle Mettenheim ist eine staatlich anerkannte Berufsschule zur sonderpädagogischen Förderung mit dem Förderschwerpunkt körperliche und motorische Entwicklung.

Gesundheits- und Förderdienste:
Zur Unterstützung der individuellen Bedürfnisse der Teilnehmenden bietet das Berufsbildungswerk verschiedene Gesundheits- und Förderdienste an. Dazu gehören beispielsweise sozialpädagogische Betreuung und ein psychologischer Dienst sowie weitere spezialisierte Unterstützungsangebote.

Wohnen und Freizeit:
Die Unterbringungen der Auszubildenden in den verschiedenen Wohnformen (verselbstständigtes Wohnen, Regelwohngruppen, Wohnen für Minderjährige, heilpädagogische Wohngruppen) erfolgt je nach Bedarf und Entwicklungsstand. Jede Gruppe verfügt über eine eigene Küche und ein Wohnzimmer. Das gemeinsame Zusammenleben fördert die Aneignung von sozialen Kompetenzen. Ziel ist die Vorbereitung auf eine eigenständige und selbstverantwortliche Lebensführung unter professioneller Anleitung.
Die Einrichtung Don Bosco Aschau am Inn verfügt über eine ganze Reihe von Freizeiträumen für Sport und Spiel (Rasenfußballplatz, Hartplatz, Fitnessraum, Bewegungsraum, Freizeiträume mit Billard, Kicker, Airhockey u. v. m.). Auch kreative sowie pastorale und musische, kulturelle Freizeitaktivitäten werden angeboten. Zum gemeinsamen Chillen und Treffen steht ein gemütliches Bistro zur Verfügung.

## Geschichte
- Gründung als „Lager Stein“ 1938; 1945–1950 internationales Flüchtlingslager
- Übernahme durch die Salesianer Don Boscos 1950 und Aufbau „Salesianisches Jugendhilfswerk“
- Seit 1972 Berufsbildungswerk